# Il curioso caso di Benjamin Button (novella)
(Francis S. Fitzgerald, dal racconto.)
Il curioso caso di Benjamin Button (titolo in lingua originale: The Curious Case of Benjamin Button) è un racconto del 1922 scritto da Francis Scott Fitzgerald per la rivista "Collier's", poi inserito nei Racconti dell'età del jazz.  Nel 2008, l'opera è stata trasposta per il grande schermo da David Fincher.

## Trama
La storia inizia nel 1860, anno di nascita di Benjamin Button, il protagonista. Non si sa né come né perché, ma Benjamin nasce con l'aspetto di un uomo anziano - si stabilisce che la sua età corrisponde a quella di un settantenne. 
Il padre di Button, per evitare l'imbarazzo, nasconde la vicenda a tutti, e rade il figlio e lo cura al fine di renderlo più giovane.
Passano circa vent'anni, Benjamin ora è ringiovanito e ha l'aspetto di un cinquantenne, ma, grazie al radersi i capelli e a sistemi di tintura qualora non li tagliasse, riesce a mostrare un aspetto ancora più giovane; prende così la decisione di iscriversi all'università di Yale.
Le vicende riprendono alcuni anni dopo a una festa di veterani della guerra civile, un raduno al quale sono invitati anche Benjamin e suo padre: è proprio qui che il protagonista fa la conoscenza di Hildegarde Moncrief, la figlia di un rispettabile generale.
Tra i due nasce una relazione sentimentale che sfocerà nel matrimonio qualche tempo dopo.
Trascorrono altri anni, Benjamin ha ripercorso la carriera del padre, diventando un ricco imprenditore e uomo d'affari. Il rapporto con Hildegarde, però, va deteriorandosi col trascorrere degli anni, perché se il giovane Ben è sempre più ammaliato dalla ricerca dell'estasi e del divertimento, lei passa sempre più tempo in casa e non sopporta il comportamento del marito.
La coppia giunge al divorzio e Ben decide di partire per il fronte arruolandosi nella fanteria durante la guerra ispano-americana; proprio qui viene insignito di una medaglia all'onore per i suoi servigi nella battaglia di San Juan. 
Tornato a casa dopo anni di guerra, il rapporto con Hildegarde è ancora più rovinoso; i due non riescono neppure a guardarsi, e non è raro che Benjamin decida di uscire da casa per lunghi periodi per passare tempo con sé stesso e riflettere.
Le vicende riprendono nel 1910: si viene a sapere che a Hildegarde e Ben è nato un figlio, Roscoe. Intanto, il protagonista ha ormai vent'anni e si iscrive all'università di Harvard, ove, già nel primo anno, dimostra la qualità che lo ha sempre caratterizzato, il sapersi distinguere dalla massa; riesce, infatti, a ottenere varie borse di studio e diventa leader della squadra universitaria di football.
Passano altri anni, e Benjamin acquista la vitalità di un sedicenne, ma questo lo penalizza in molte situazioni, sia nella carriera sportiva, dove non riesce più a reggere il confronto con uomini adulti, sia nel percorso accademico, perché incontra sempre più difficoltà nel seguire i corsi di studio.
Finita la carriera ad Harvard, Ben si trasferisce in Italia, dove si è trasferita sua moglie con il figlio Roscoe. I rapporti sono sempre più tesi, Roscoe non lo riconosce come padre, in quanto ha passato gli anni della crescita negli Stati Uniti, incurante della famiglia; il figlio, infatti, non accetta il fatto di essere chiamato da Benjamin per nome, soprattutto in pubblico, tant'è che gli chiede di chiamarlo "zio".
Un giorno, Benjamin riceve una lettera dall'esercito statunitense per combattere la Grande guerra. Recatosi all'accademia militare, il giovane viene valutato da un generale di brigata, che, dopo alcuni test ed esami, lo reputa di costituzione troppo gracile per il compito e lo rimanda quindi a casa.
Intristito dall'esclusione, Ben torna a casa distrutto e depresso. Col passare del tempo non riesce più ad autogestirsi e viene affidato alle cure e al controllo dal figlio Roscoe. Trascorrono altri anni e Benjamin, oramai poco più che infante, ha perso la memoria della stagioni trascorse della sua vita: gioventù, maturità e vecchiaia; intanto Roscoe ha avuto anch'egli un figlio e Ben si ritrova nonno di un nipote ormai suo coetaneo, col quale si sente a proprio agio e si intrattiene a giocare ogni volta che gli è possibile.
Infine, viene narrato di come, ormai diventato neonato, Ben viene curato da una badante che gli insegna di nuovo a parlare; per il protagonista inizia una nuova vita, l'ultima forse...

## Origine del racconto
L'idea di un racconto con protagonista un uomo dalla vita al contrario non era un'idea originale di Fitzgerald. Come ammise lo stesso scrittore statunitense nella nota introduttiva a Il curioso caso di Benjamin Button, contenuta nell'indice dei Racconti dell'età del jazz:
(F. Scott Fitzgerald, Racconti dell'età del jazz, traduzione di Giorgio Monicelli e Bruno Oddera)
Nel 1979, Andrew Crosland pubblicò un saggio in cui era ricostruita la possibile genesi di Benjamin Button: attraverso l'esame della corrispondenza dello scrittore statunitense, venivano individuati legami tra Fitzgerald e le opere di Mark Twain e di Samuel Butler che contenevano cenni alla vita al contrario, anche se non un racconto vero e proprio. Tale studio è stato utilizzato come fonte in un saggio di James L. W. West III, dal titolo di Twaining the Button, Buttoning the Twain, pubblicato dopo l'uscita nelle sale cinematografiche, nel 2008, del film Il curioso caso di Benjamin Button, ispirato al racconto di Fitzgerald.
Un tema simile a quello di Benjamin Button è narrato in Storia di Pipino nato vecchio e morto bambino di Giulio Gianelli (1879 – 1914), poeta crepuscolare torinese. Nel 2008, all'uscita in Italia del film Il curioso caso di Benjamin Button, alcuni studiosi hanno indagato l'ipotesi di una derivazione del racconto statunitense da quello italiano di Gianelli, ipotesi poi rilanciata nel 2015 da Patrizia Deabate.
Un'altra opera basata sul tema di Benjamin Button  è il racconto di Silvina Ocampo, Lettere confidenziali, incluso nella sua raccolta del 1971,   Los dias de la noche, pubblicato in Italia da Einaudi col titolo I giorni della notte). Più recentemente, anche Le confessioni di Max Tivoli, romanzo di Andrew Sean Greer del 2004 e pubblicato in Italia da Adelphi.